# Dodici centesimi al km
Dodici centesimi al Km è un album in studio dei Duff. È stato registrato nel dicembre 2005 presso gli studi West Point Records di Cosenza e missato nel marzo 2006 presso gli studi Westlink di Cascina da Ale Sportelli. La pubblicazione è avvenuta nella seconda metà del 2006 grazie alla Derotten Records, etichetta ufficiale dei Derozer. Il tour promozionale ha visto i Duff come gruppo spalla del tour 2006/2007 degli stessi Derozer.

## Tracce
1. Don't call me emo – 2:52
2. Il mondo è impazzito – 2:43
3. Corri – 2:47
4. Chiavi e doveri – 3:51
5. Appuntamento al giro d'Italia – 2:40
6. Bile – 1:54
7. Giorni persi – 2:24
8. Business – 2:37
9. Le strade di Cosenza – 2:15
10. Non c'è due senza tre – 1:27
11. Via Montello, 9 – 2:25
12. Progresso – 3:18
13. Cowboy (per Spizzy) – 3:35

## Formazione
- Antonio "Totonno" Nevone - voce, chitarra
- Luca "Lucagà" Garro - batteria
- Andrea "Bradipo" Tradigo - chitarra
- Aldo "Pretz" Furlano - basso